# Барух ше-амар
Барух ше-амар (Барух-шеамар, от мишн. ивр. ברוך שאמר‎ — «благословен сказавший») в талмудическом иудаизме — вступительное славословие перед личным утренним хвалебным пением псалмов (псукей де-зимра) всякого еврея Богу; в завершение поют заключительное славословие «Иштабах». Барух ше-амар, псукей де-зимра, нишмат и иштабах являются единой частью иудейского утреннего богослужения. Барух ше-амар состоит из двух частей — из торжественного призыва «в собраниях благословите Бога (ברכו אלהים‬) Господа, вы – от семени Израилева!» (Пс. 67:27), который первоначально, вероятно, сопровождался припевом и рецитировался с известной интонацией, и из самого славословия «Благословен Бог (ברוך אלהים‬)» (Пс. 65:20), предшествующего пению псалмов. Барух ше-амар составлена в стиле древних хасидеев, отдельные части упомянуты в Мидраше, была общеупотребительна в гаонский период и известна в талмудическое время; барух ше-амар окружили мистическим ореолом.
В сефардском носахе часть псалмов поют и до барух ше-амар, которая увеличена, в сравнении с ашкеназским нусахом. Ныне Барух ше-амар стал началом общинного богослужения в синагоге до начала основной части. Далее — полукадиш как начало общинного иудейского утреннего богослужения в синагоге, согласно Маймониду.

## Текст

### В субботу
Субботняя редакция молитвы «Барух ше-амар» вавилонской традиции содержит 12 слов «Благословен» и составлена как славословия Бога в 3-м лице (Он, Его):

Благословен Сказавший и стала [быть] вселенная!
Благословен Он!
Благословен Говорящий и Делающий!
Благословен Приговаривающий и Исполняющий [судебный приговор]!
Благословен Милующий все творения!
Благословен Уводящий темноту и Приносящий свет!
Благословен Давший Тору народу Израильскому!
Благословен Наполняющий наградой благой боящихся Его!
Благословен Он!
Благословен, что нет пред ликом Его жертвы [всесожжения], но Не Забывший, Не Возложивший и Не Поднявший, Не Вознёсший лик и Не Взимающий взятку!
Благословен Бог — Живой вечно и Существующий вечно!
Благословен Ты, Господи, Бог [Он] наш, Царь [Он] Вечный, Бог, Отец Милосердный, Великий и Святой!
Оригинальный текст (иврит)ברוך שאמר והיה העולם ברוך הוא ברוך אומר ועושה ברוך גוזר ומקיים ברוך מרחם על כל הבריות ברוך מעביר אפלה ומביא אורה ברוך שנתן תורה לעמו ישראל ברוך משלם שכר טוב ליראיו ברוך הוא ברוך שאין לפניו לא עולה ולא שכחה לא כזב ולא מרמה לא משא פנים ולא מקח שוחד ברוך אל חי לעד וקיים לנצח ברוך אתה יהוה אלהינו מלך העולם האל אב הרחמן הגדול והקדוש‎
— Сидур «Кита́б Га́ми ас-Саля́уат уат-Тасаби́х» Саадьи гаона

### В будни
Началом молитвы «Барух ше-амар» будней является конец молитвы «Барух ше-амар» субботы. Молитва составлена из трёх славословий. Первое славословие восхваляет Бога в 3-м лице (Он, Его), так же как вся молитва «Барух ше-амар» субботы, а второе и третье славословия есть обращение к Богу во 2-м лице (Ты, Твоего, Тебя, Твоё). Молитва «Барух ше-амар» будней содержит 2 слова «Благословен»:

Благословен Ты, Господи, Бог [Он] наш, Царь [Он] Вечный, Бог, Отец Милосердный, Великий и Святой, Восхваляемый устами народа Его, дома Израильского, Восхваляемый и Восславляемый постоянно языком всех святых Его и рабов Его!
Песнями Давида, раба Твоего, восхвалим Тебя Господи, Боже наш, в хвалениях и песнях, возблагодарим Тебя, восхвалим Тебя, возвеличим Тебя, вознесём Тебя, признаем единство Твоё, освятим Тебя, вспомним имя Твоё и вспомним Тебя, Царь наш, Боже наш Единственный!
Благословен Ты, Господи, Царь, Восхваляемый стихами песни и хвалениями вовек и вовек!
Оригинальный текст (иврит)ברוך אתה יהוה אלהינו מלך העולם האל אב הרחמן הגדול והקדוש המהולל בפי עמו בית ישראל משובח ומפואר תמיד בלשון כל חסידיו ועבדיו בשירי דויד עבדך נהללך יהוה אלהינו בשבחות ובזמרות נודך נשבחך נפארך נרוממך ניחדך נקדישך נזכיר את שמך וזכרך מלכנו אלהינו יחד ברוך אתה יהוה מלך מהולל בדברי שיר ותושבחות לעולם ועד‎
— Сидур «Кита́б Га́ми ас-Саля́уат уат-Тасаби́х» Саадьи гаона

## В источниках
Барух (ברוך‎ — «благословенный»), ше («который»), амар (אמר‎ — «сказал»); барух ше-амар — буквально «благословен сказавший», «благословен тот, который сказал».
Саадья гаон
В сидуре Саадьи гаона указано 2 варианта благословения Барух ше-амар, отдельное долгое благословение Барух ше-амар для субботы и отдельное краткое благословение Барух ше-амар будней. Подобно этому, сегодня иудейская литургия содержит молитву «Амида» субботы, состоящую из семи благословений и молитву «Амида» будней, состоящую из 19-и благословений. В каирской генизе обнаружены 2 благословения — отдельное долгое благословение «Биркат мазон» субботы и отдельное краткое благословение «Биркат мазон» будней.
Шулхан арух
В Шулхан арухе (Орах хаим 51) постановлено сказать благословение «Барух ше-амар» перед псукей де-зимра и благословение «Иштабах» после.
Мишна брура
В Мишне бруре 51 (комментарии на Шулхан арух) разъяснено, что благословение «Барух ше-амар» должно содержать 87 слов и запрещено прибавлять или убавлять.
Сегодня
Сегодня благословение «Барух ше-амар» содержит 13 слов барух, что каббалисты трактуют как гематрию слова эхад (אחד‎ — «един», см. Втор. 6:4). Согласно «Зогару», следует ограничиваться 13-ю выражениями соответственно 13-и атрибутам Божиим. Благословение «Барух ше-амар» поют каждый день (в субботу, праздник и будни) одинаковым текстом.